# Oryzopsis platyantha
Oryzopsis platyantha är en gräsart som först beskrevs av Sergej Arsenjevitj Nevskij, och fick sitt nu gällande namn av Grig. Oryzopsis platyantha ingår i släktet Oryzopsis och familjen gräs. Inga underarter finns listade i Catalogue of Life.